# 特維夸里 (巴拉圭)
25°46′41″S 56°38′51″W / 25.77806°S 56.64750°W
特維夸里（西班牙語：Tebicuary），是巴拉圭的城鎮，位於該國東南部，由瓜伊拉省負責管轄，始建於2008年4月21日，面積74.2平方公里，海拔高度118米，2009年人口4,200，人口密度每平方公里56.6人。